# مسعود مرادي

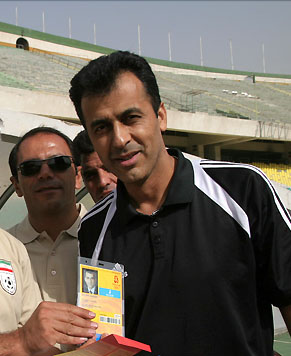
مسعود مرادي في ملعب آزادي

مسعود مرادي، (بالفارسية: مسعود مرادی) من مواليد 22 أغسطس 1965 في طهران في إيران، حكم كرة قدم دولي إيراني سابق.
و قد حكم في كأس القارات 2003، وفي كأس آسيا 2004 ودوري أبطال آسيا.

## روابط خارجية
- مسعود مرادي على موقع Soccerway.com (الإنجليزية)